# Капустинський Віктор Анатолійович
Капустинський Віктор Анатолійович ( нар. 27 травня 1963) — український правник, заслужений юрист України, кандидат юридичних наук, колишній керівник апарату Вищого спеціалізованого суду України з розгляду цивільних і кримінальних справ, з 7 червня 2023 року обіймає посаду керівника Апарату Верховного Суду.

## Біографія
Народився 27 травня 1963 року на Черкащині.
Має дві вищі освіти, магістр державного управління.
Розпочинав свою трудову діяльність на освітянській ниві, має значний досвід керівної роботи в органах державної влади, зокрема працював керівником апарату Верховного Суду України, заступником Голови Державної судової адміністрації України.
У 2006 році захистив кандидатську дисертацію на тему «Вплив діяльності Європейського суду з прав людини на формування національних правозахисних систем і дотримання державами стандартів захисту прав людини» [Архівовано 22 грудня 2011 у Wayback Machine.].
З 2010 року — керівник апарату Вищого спеціалізованого суду України з розгляду цивільних і кримінальних справ .
Входить до складу редакційної колегії  журналу «Часопис цивільного і кримінального судочинства [Архівовано 23 квітня 2012 у Wayback Machine.]». Автор численних публікацій у періодичних фахових виданнях.